# Teresa Peña
Teresa Peña Echeveste (Madrid, 1935 - Entrambasaguas, 2002) fue una pintora española que expresó su fe cristiana por medio del arte contemporáneo. 
Ganó por oposición el Gran Premio de Roma, dotado por el Ministerio de Asuntos Exteriores, lo que le permitió ser la primera mujer pensionada Academia Española de Bellas Artes de Roma, en la que residió durante cuatro años.
Obtuvo numerosos premios y reconocimientos y su obra se expone en museos, catedrales, instituciones y colecciones particulares. 

## Biografía

### Infancia
María Teresa Peña Echeveste nació en Madrid el 31 de julio de 1935. Sus padres – Teodoro y Felicidad - procedían de Cuenca y del País Vasco, respectivamente. Se habían casado en Madrid, donde el doctor Peña regentaba una clínica, y habían tenido ya otro hijo – Juan Ramón- antes de que naciera Teresa. Sería ella la segunda y la última.
Al estallar la guerra civil española tuvieron que salir de Madrid y se trasladaron a Montalvo (Cuenca) para, terminada la contienda, recalar en San Sebastián, donde les espera su familia materna. 
A su padre le adjudicaron una plaza de médico titular en Oña, Burgos, donde existía entonces el Colegio Máximo de la Compañía de Jesús, con gran prestigio en el mundo de los estudios teológicos. Para los Peña, esta presencia de los jesuitas resultó benéfica y estimulante. De hecho, allí echó raíces la familia hasta la muerte del doctor Peña ocurrida en 1958. Buena parte de su niñez y de su adolescencia –amén de las posteriores vacaciones- las pasó Teresa en Oña.  Allí, y consta por su testimonio personal, despuntó su inclinación a la pintura. 'No fui una niña prodigio ni nada semejante –explicaba Teresa en una entrevista de 1993 a la Revista Crítica- «pero a los cinco años tenía claro que quería ser pintora. Se lo decía a todo el mundo. Jamás pensé que podría dedicarme a otra cosa».
En Oña, además del mencionado Colegio Máximo, había una escuela primaria. Así que Teresa hubo de pasar a San Sebastián con sus tías maternas, para cursar el bachillerato en el colegio de las Teresianas del Paseo de Francia, y sacó tiempo para iniciarse artísticamente en la Escuela Donostiarra de Artes y Oficios. 

### Primeras pinturas

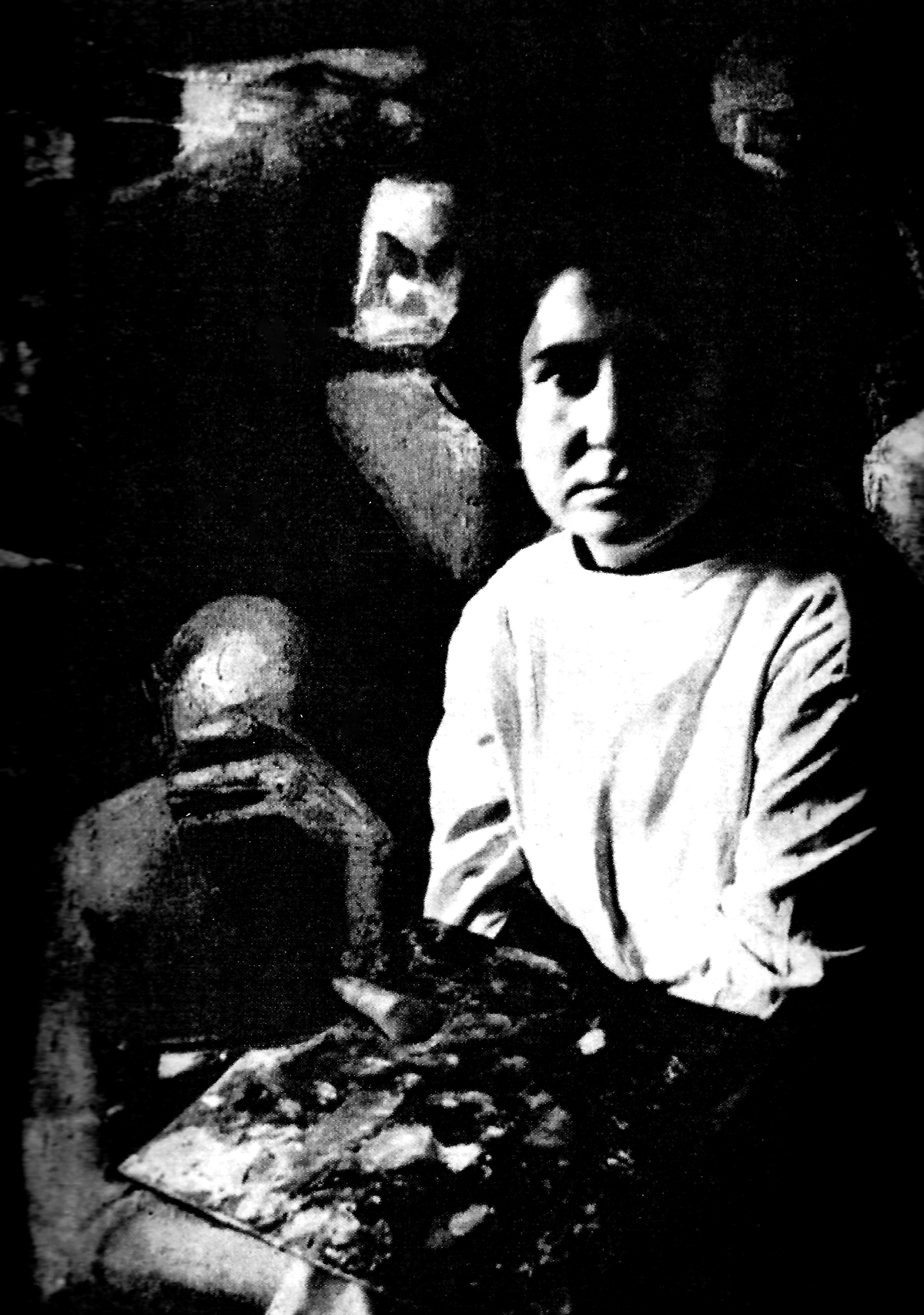
Teresa Peña

Concluido el Bachillerato, y segura de su vocación, en 1953, a sus dieciocho años, llegó a Madrid para preparar su ingreso en la Real Academia de Bellas Artes de San Fernando. Ya desde el principio, recibió un el Primer Premio de Pintura en tres años sucesivos, 1956, 1957 y 1958.
Al terminar sus estudios, en 1959, recibió el Premio Nacional Fin de Carrera y la Medalla de Oro de la Escuela de San Fernando. Hay testimonios escritos de profesores y de compañeros de Teresa que ponderan altamente su valía artística y humana. 
Teresa quiso completar en Madrid su brillante formación académica asistiendo, en las mejores escuelas, a cursos de pintura mural (ella se consideró siempre muralista), técnicas del fresco y de la restauración. Ya con su propio estudio –en la calle Hortaleza- presentó en Madrid, en la Galería Quixote, su primera exposición. 
Eran los años 1960 y 65 Teresa alternaba las exposiciones de su obra con los premios recibidos. El más notable, el premio Álvarez Sotomayor, que lleva el nombre de su profesor, el pintor Fernando Álvarez de Sotomayor, y también la Medalla de la Real Academia de Sevilla.

### Premio Roma
En 1965 consiguió Teresa una de las más cotizadas recompensas en el mundo de las artes. Ganó, por oposición, y era la primera mujer española que lo ganaba, el Premio de Roma que se otorgaba cada cinco años y que llevaba aneja una Beca para una estancia de cuatro años en la Academia Española de Bellas Artes de Roma. En su archivo, hay también constancia de la excelente huella que su estancia dejó entre sus colegas.
Sus años en Roma fueron para ella años de plenitud. Años también en los que sus viajes por Italia, Francia, Holanda, Bélgica y Alemania abrieron su sensibilidad y su espíritu a las corrientes estéticas de la Europa posteriores a la Segunda Guerra Mundial. Teresa regresaba a España, tras cumplir su etapa internacional en 1968. Poco después, en 1969, sería invitada a figurar en la exposición internacional de la Unesco. 
Su familia, en el mismo año, se había trasladado de San Sebastián a Bilbao, donde Teresa mantenía un estudio además del que ya tenía en Madrid.
Entraba así en los años 70 con una personalidad artística consolidada y con el ajetreo intenso de exposiciones personales y colectivas en Zaragoza, Palma de Mallorca, Barcelona, Madrid y diferentes puntos de Italia.

### Entre el arte y la religión

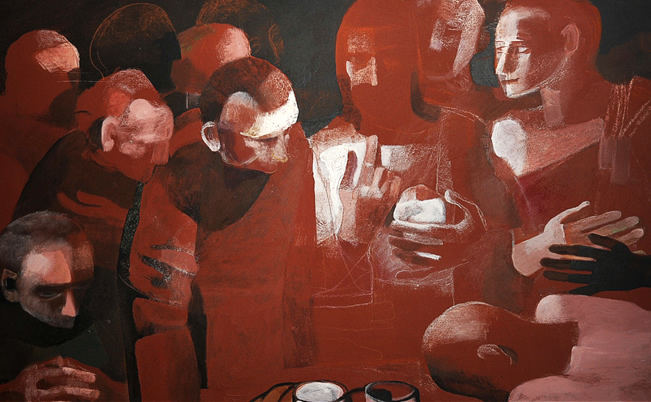
La Cena 3 de Teresa Peña

Teresa comenzó a demostrar una intensa sensibilidad religiosa. Le venía del ámbito familiar y de su largo contacto con la Institución Teresiana, pero poco a poco la religiosidad se le fue trocando en la razón última de su vida y aún de su quehacer artístico.
Cabría decir que Teresa vivió dos vidas y dos vocaciones paralelas: la de la pintura y la de la creyente comprometida. El desarrollo de las dos vocaciones, en algún momento, le resultó conflictivo porque no pudo o no supo armonizar la incompatibilidad aparente entre ambas llamadas de Dios. Ya en 1963 (por tanto antes de ganar el Premio de Roma) había ingresado en el Carmelo Descalzo de la Aldehuela (Madrid) con ánimo de profesar en su momento. El fracaso de este primer intento no bastó para hacerle desistir. Años más tarde, en 1970, en la plenitud de los éxitos profesionales, hizo otra escapada eremítica, retirándose a la Cartuja de Benifasar (Castellón), que es la única cartuja femenina que existe en España.
Su vocación no se consolidó en este lugar. Sin embargo poco a poco fue orientándose religiosamente hacia el mundo de la marginación como punto de encuentro entre su arte y su fe. La marginación iba a ser para ella (así lo prueban muchos de sus cuadros) motivo de inspiración artística y de entrega vocacional. 
La entrega de Teresa a sus ideales estéticos y humanitarios la alejaron de su familia y se adentró en escenarios marginales de Zaragoza y diversos puntos del Levante español. Su experiencia mediterránea, como ella la llamaba, consistía en una búsqueda de la luz (asunto de primera magnitud en las obras de Teresa) a través del trabajo artístico y docente entre drogadictos, discapacitados y marginados en general. 
En agosto de 1980 escribió Teresa una carta al papa Juan Pablo II. En ella le decía expresamente: 'En esta vocación artística que he venido alternando con la llamada del desierto en la modalidad eremítica, he encontrado al Señor con una intensidad especial que me impulsaba hacia el sufrimiento humano. Sobre todo hacia los sectores de la marginación.'

### Últimos años en Burgos
En 1986, la aparición de una enfermedad no mermó la intensidad de su producción. Sí que forzó, en cambio, su regreso definitivo a su ámbito familiar y a la cercanía de su hermano, que entonces vivía en Bilbao.
Años después, los hermanos se trasladaron al Valle de Mena, Burgos, donde Teresa siguió pintando. 
A principios de 2002, la enfermedad se agravó. Fue trasladada al Hospital General Yagüe de Burgos, donde los médicos diagnosticaron un tumor cerebral inoperable y de corta resolución. El 25 de julio de 2002 Teresa falleció en Entrambasaguas de Mena.

## Su faceta literaria
Teresa Peña también fue escritora. Solía glosar literariamente sus obras plásticas una vez terminadas, a veces con tono poético.

## Premios más importantes

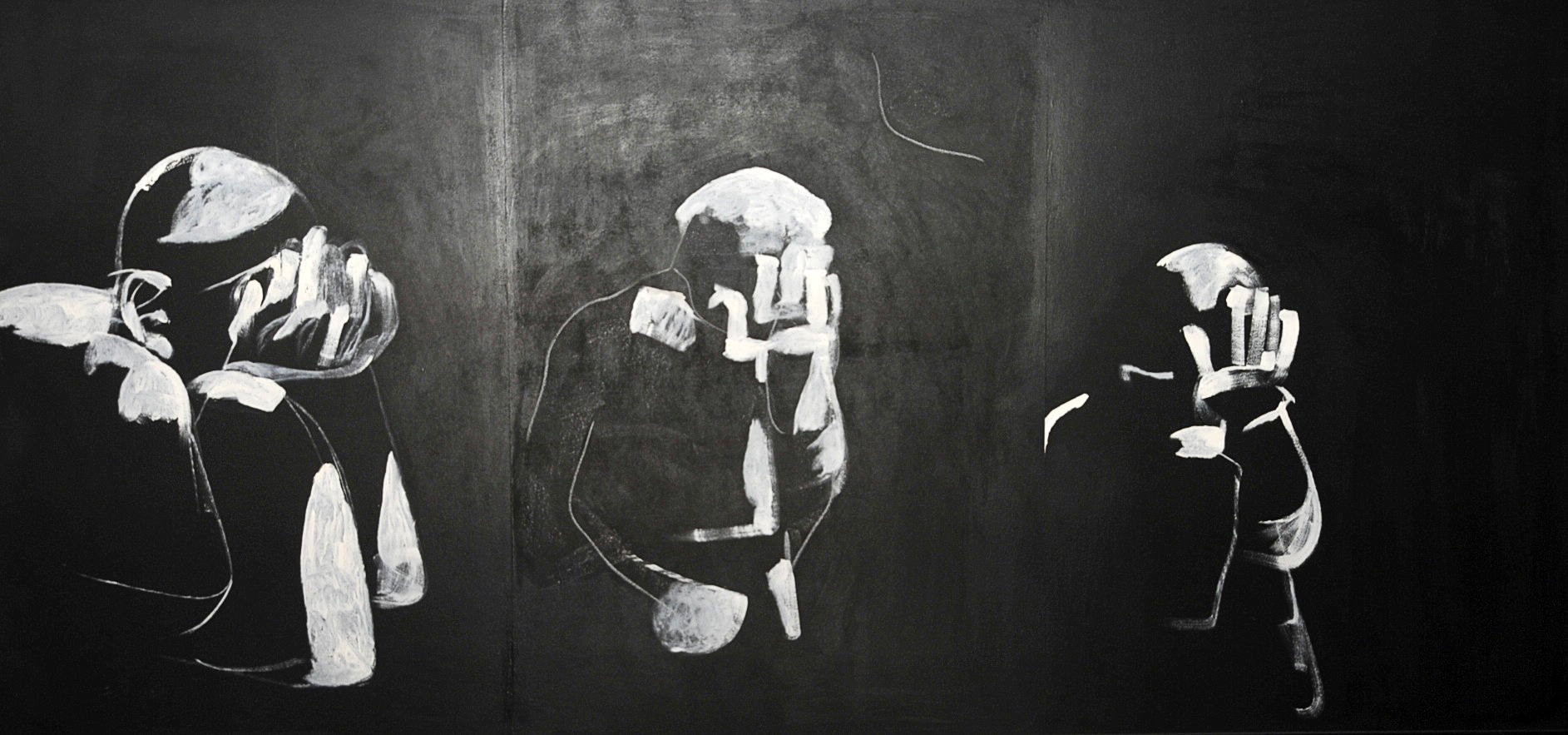
El llanto de Pedro, de Teresa Peña

Obtuvo numerosos premios y reconocimientos en España e Italia. 
1955
Premios del Estado para Pintura, Escultura y Dibujo en Preparatorio
1956, 1957 y 1958
Primeros Premios de Pintura en la carrera de Bellas Artes
1959
Premio Nacional de Fin de Carrera
Premio Extraordinario Álvarez de Sotomayor
1961
Medalla de Honor que la Escuela Superior de Bellas Artes de San Fernando concede cada ocho años al mejor expediente
1963-1965
Mención de Honor Rodríguez Acosta,
Primer Premio de Pintura Extemporánea (Zarauz),
Accésit Premio Alcántara,
Medalla de la Real Academia de Sevilla
1965
Gran Premio de Roma, primera mujer que lo gana.
1969
Segundo Premio en los Concursos Nacionales de Pintura
1971
Premio de la Fundación Rodríguez Acosta, Granada.
1974
Mención de Honor en la Trienal del Grabado de Carpi (Italia)
1975
Medalla de la Exposición en Bilbao El Deporte en las Bellas Artes
Año en que deja de concursar.

## Exposiciones más importantes

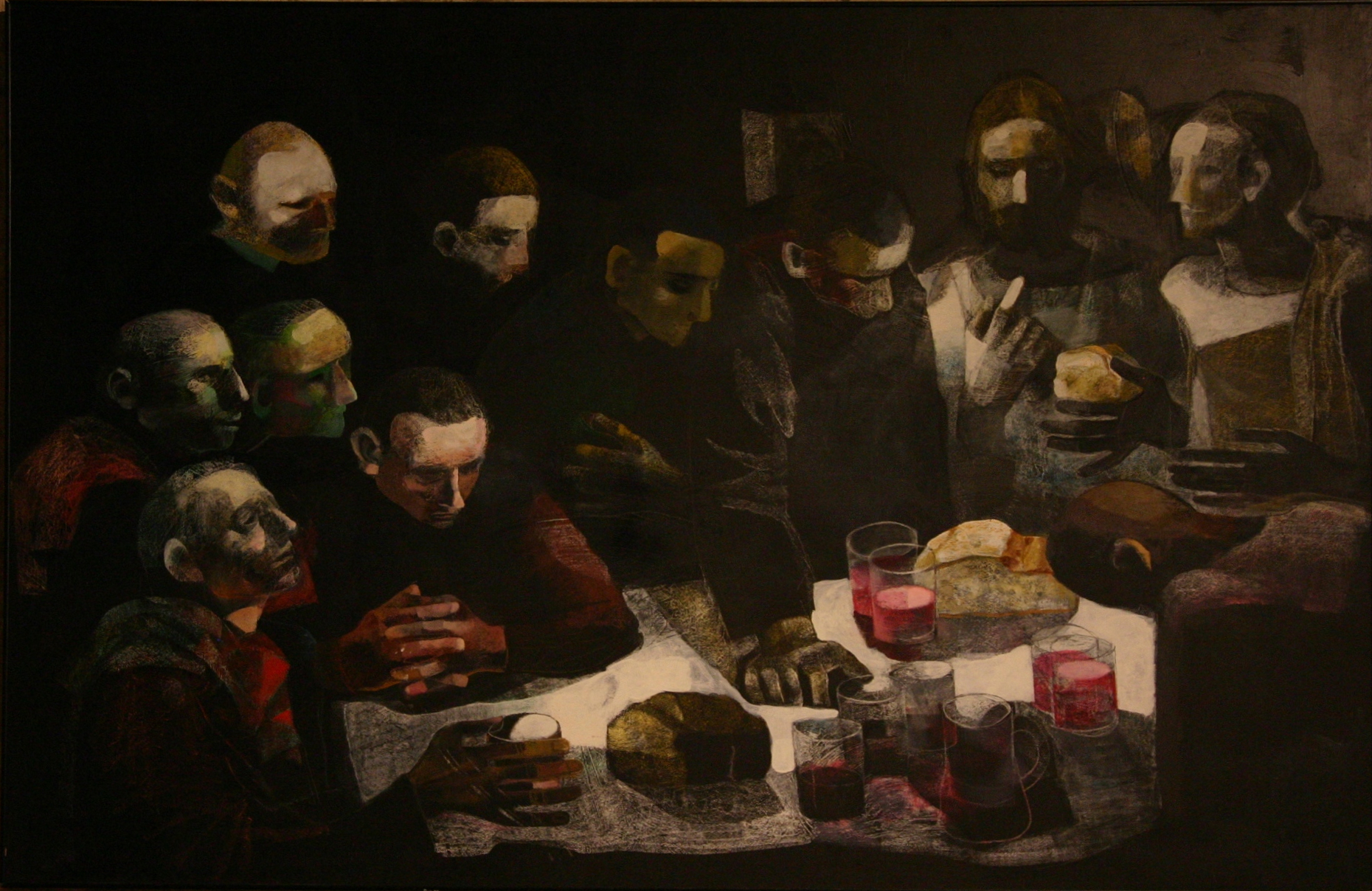
La Sagrada Cena.

La obra de María Teresa Peña se encuentra representada en Museos, Instituciones y Colecciones Particulares: Museo de Arte Contemporáneo de Madrid, Museo de Bellas Artes de Bilbao, en San Sebastián en el Museo de San Telmo y en el Museo Diocesano, Museo Rodríguez Acosta de Granada, Museo de Arte Contemporáneo de Toledo, Museo de Grabado en Italia, Museo de la Real Academia de San Fernando, Colegiata de Villagarcía de Campos en Valladolid, Catedral de San Sebastián y Catedral de Santander, Liceo Español en Roma y en el Monasterio de Santa Clara (Moguer), Huelva, entre otros. 
1965
Primera Exposición individual en la Galería Quixote de Madrid.
1966-1967
Exposiciones en Roma, Bolonia y Salerno, como pensionada en la Academia de España en Roma.
1967
Representa a España con otros pensionados en la Exposición de pintura figurativa que recorre varios países, entre ellos, Estados Unidos.
1968
Exposición individual en Roma.
1969
Exposición Internacional de UNESCO.
1970
Exposiciones individuales Ateneo Madrid y Galería Illescas de Bilbao.
1971
Primera Exposición e Bilbao en la Galería Illescas.
Exposiciones colectivas:Cien años de Arte español en Roma
Pensionados de la Academia de España en Roma, Biblioteca Nacional de Madrid.
1973
Exposición Pintores Vascos 2 en la Sala Arte de Bilbao.
1974
Exposición Trienal del Grabado, Capri, Italia.
1975
Exposición V Bienal del Deporte en las Bellas Artes, Barcelona.
1976
Exposición Artistas Contemporáneos de España, Galería Gavar, Madrid.
1976
Exposición individual en la Galería Durero, Madrid.
1977
Exposición individual en la Galería Decar, Bilbao.
1980
Exposición individual en Roma.
1982
Exposición individual, Composiciones y estudios en torno a una temática bíblica, Caja de Ahorros de Guipúzcoa, San Sebastián.	
1985
Exposición individual, Algunas Bienaventuranzas en la Galería Odile, Zaragoza.
1987
Exposición Presencia de lo religioso en el arte, Zaragoza.
Exposición individual en Palma de Mallorca.
1991
Exposición individual en la Galería Moldurarte, Zaragoza
1993
Exposición individual en la Sala de Exposiciones Garibai, Fundación Kutxa, San Sebastián. 
Exposición individual en la Galería Kreisler, Madrid.
1994
Exposición individual en la Sala Luis de Ajuria, de la Caja Vital Kutxa, Vitoria.
1997
Exposición individual en el Convento de Santa Ana, Villasana de Mena, Burgos.
1998
Exposición individual Pequeños entornos del hombre en la Galería Antonia Puyó, Zaragoza.
1999
Exposición individual Marana Tha en la Galería lumbreras, Bilbao.
2000
Exposición individual Paisajes meneses. Interpretaciones plásticas de La Peña. Mena.